# Melchior Küsel
Melchior Küsel, také Melchior Küssell, Kösell nebo Kiesel, (17. srpna 1626 Augsburg – 1684 tamtéž), byl německý rytec období raného baroka, známý především ilustracemi děl s historickými a náboženskými náměty.

## Život a dílo
Byl prvorozeným synem Mathiase Küsela († 1664), zakladatele augsburské rodiny mědirytců, jejíž členové se uplatňovali nejen v Německu, ale v celé střední Evropě, v Praze pak zejména u Tiskárny jezuitské. V díle dvou generací Küselů v 17. a 18. století nalezneme ilustrace knih, univerzitní teze, samostatné portréty, veduty i devoční grafiku. Rytectvím se zabýval také Melchiorův mladší bratr Mathias Küsel (1629–1681) i Melchiorova dcera Johanna Sibylla (asi 1650–1717), provdaná za rytce Johanna Ulricha Krause.
Kromě rytecké dílny vedl Melchior Küsel v Augsburku i grafickou tiskařskou oficínu. Z jeho známých prací pro české a moravské nakladatele je možné uvést např.:
- frontispis pro publikaci Martina Vigsia Vallis Baptismi, Alias Kyriteinensis Seu Diversorii, In honorem, memoriam, et gloriam, Magnae Dei Matris magnae (Olomouc 1663),[4]
- obrazový doprovod k životopisnému slovníku jezuitských mučedníků: Societas Jesu usque ad sanguinis et vitae profusionem militans Matěje Tannera (podle předloh Karla Škréty a Jana Jiřího Heinsche, Praha 1675). Obsahuje frontispis s alegorií misionářské práce, čtyři celostranné přílohy a 169 ilustrací zobrazujících jezuitské misionáře – mučedníky ve chvílích jejich smrti,[5]
- univerzitní teze,[2] například univerzitní teze Karla Maxmiliána Lažanského s apoteózou císaře Leopolda I. podle předlohy Karla Škréty, Praha 1658-1659 (v Staatliche Kunstsammlungen, Drážďany),
- v 60. a 70. letech 17. století vytvořil i několik grafických ohlášek dizertací pro pražskou univerzitu podle návrhů Karla Škréty a Martina Antonína Lublinského.

Z díla Melchiora Küsela jsou často zmiňovány i jeho ilustrace k bibli a zejména 24 rytin podle ilustrací Johanna Wilhelma Baura k Ovidiovým Metamorfózám.